# 나로 (터닝메카드)
나로는 터닝메카드 W 2기, 터닝메카드 W: 반다인의 비밀에 등장하는 미소년 캐릭터이다.

## 성격
노는 것과 춤추는 것을 좋아하는 미소년.

## 작중행적

### 터닝메카드 W 2기
1회에서는 제트를 테이밍해, 나찬과 배틀을 해 디스크캐논을 빼앗는다.
3화에서는 로키와 배구를 하며 놀다가 이소벨과 만나 배틀을 한다.
4화에서는 데이지가 아머피트를 테이밍하는 것을 도와준다.서준이 데이지의 옷에 진흙을 묻힌 것을 보고 놀란다.
9화에서는 세계정복을 이루겠다고 말하며, 가버린다.
16화에서 아라게를 테이밍한다.
19화에서 제트가 마리와 데이지가 나타났다는 사실을 알려주자 마리에게 가 배틀을 해 볼카를 빼앗는다. 그리고 나찬과 같은 편이 된다.
22화에서는 마리와 배틀을 해 제트를 돌려받는다.

## 다른 캐릭터들과의 관계
- 로키 : 친구
- 데이지 : 친구
- 나찬 : 친구